# Publius Cornelius Scipio
Pour les articles homonymes, voir Scipions.
Publius Cornelius Scipion (255 - 211 av. J.-C.) est un général et homme politique de la République romaine. Il appartenait à la famille des Scipions (branche de la gens Cornelia). Il est le père de Scipion l'Africain (Publius Cornelius Scipio Africanus) et de Scipion l'Asiatique (Lucius Cornelius Scipio Asiaticus). Il est également le petit-fils de Lucius Cornelius Scipio Barbatus, consul en 298 av. J.-C. et le fils de Lucius Cornelius Scipio, consul en 259 av. J.-C..

## Biographie

### Publius Cornelius Scipion et la deuxième guerre punique

La marche de l'armée d'Hannibal vers l'Italie.

Publius Cornelius Scipion a été élu consul avec Tiberius Sempronius Longus en 218 av. J.-C., année durant laquelle le général carthaginois Hannibal déclenche la deuxième guerre punique.
Il reçoit mission d'intervenir en Hispanie,, avec son frère Cnaeus Cornelius Scipio Calvus (consul en 222 av. J.-C.), à la tête de deux légions,, 15 000 alliés italiens et 60 navires,, il prend la mer avec son armée de Pise jusqu'à Marseille (allié de Rome). À son arrivée à Marseille, il constate qu'Hannibal a déjà franchi les Pyrénées, et qu'il se déplace vers le Rhône. Grâce à sa rapidité de mouvement, Hannibal réussit à franchir le Rhône. Publius Cornelius Scipion a donc échoué dans l'essai d'arrêter Hannibal avant sa traversée du Rhône, car à ce moment-là les soldats romains ne sont toujours qu'à l'embouchure du fleuve, et Publius Cornelius Scipion ne se rend compte de son erreur que lorsqu'il remonte la rive gauche du fleuve,. Le général romain se replie alors sur l'Étrurie et attend Hannibal à son arrivée en Gaule cisalpine,.
En Gaule cisalpine, l'armée romaine compte 25 000 hommes sous le commandement de deux magistrats. Publius Cornelius Scipion envoie alors son armée sous le commandement de son frère Cnaeus Cornelius Scipio Calvus en Hispanie. Cette décision est considérée comme importante, car elle oblige les Carthaginois d'Hispanie à laisser des soldats dans cette région, et donc les empêche d'apporter tout le soutien nécessaire au général carthaginois Hannibal dans sa guerre en Italie (notamment après la bataille de Cannes en 216 av. J.-C.).

#### La bataille du Tessin

Carte de la bataille de la Trébie

Une fois que Publius Cornelius Scipion a débarqué à Pise, il prend le commandement de l'armée du préteur, traverse le Pô à Plaisance, puis remonte le long de la rive gauche du fleuve à la recherche d'Hannibal. En l'espace de quelques jours, il lance un pont sur le Tessin et traverse la rivière avec sa cavalerie et ses vélites.
Après la traversée, Publius Cornelius Scipion, en explorant le terrain, se heurte à la cavalerie carthaginoise : c'est la bataille du Tessin. Les Romains subissent une défaite. Publius Cornelius Scipion, gravement blessé, est secouru par son fils Publius (futur Scipion l'Africain). Il bat en retraite ; une fois le Tessin franchi, il fait brûler le pont et il se réfugie à Plaisance.

#### La bataille de la Trébie
Hannibal franchit lui aussi le Pô et offre la bataille, mais Publius Cornelius Scipion refuse à cause de sa blessure qui l'empêche de prendre le commandement de l'armée. Il décide d'attendre l'arrivée de son collègue Tiberius Sempronius Longus qui entre-temps a été rappelé par le Sénat avec son armée pour l'emmener en Gaule cisalpine.
Les renforts venant de Sicile arrivent en décembre 218 av. J.-C., Publius Cornelius Scipion participe à la bataille de La Trébie, où les forces romaines menées par l'autre consul Tibérius Sempronius Longus (car Publius Cornelius Scipion est encore blessé et ne peut donc pas assurer son commandement) sont défaites par le général carthaginois Hannibal. Les Romains se replient sur Plaisance.
Cnaeus Cornelius Scipio Calvus débarque à Emporion (une cité amie de Rome en Hispanie) dans le but de piller et de conquérir la base arrière de l'armée d'Hannibal.

### L'expédition en Hispanie
Malgré les deux défaites subies par Scipion, le Sénat et le peuple romain lui renouvellent sa confiance, en lui donnant mandat d'aller combattre en Hispanie au côté de son frère Cnaeus Cornelius Scipio Calvus.
En 217 av. J.-C., Publius Cornelius Scipion, avec un titre proconsulaire, se dirige avec une flotte en direction de l'Hispanie avec 20 navires et 8 000 soldats. Lui et son frère Cnaeus Cornelius Scipio Calvus se battent en Hispanie jusqu'à leur mort en 211 av. J.-C.. Cependant, l'histoire de leurs campagnes, bien que décisives pour la deuxième guerre punique, reste confuse et contradictoire. Il est encore impossible d'affirmer avec exactitude la plupart des événements auxquels ils ont participé.
À son arrivée en Hispanie, Publius Cornelius Scipion retrouve son frère qui a débarqué quelques mois plus tôt. L'année précédente (en 218 av. J.-C.), dès le débarquement de Cnaeus Cornelius Scipio Calvus à Emporium, la plupart des peuples ibériques de la côte méditerranéenne se sont joints à son armée, attirés par sa gentillesse et sa bonté, ce qui contraste avec la sévérité et la dureté des commandants carthaginois.
Au cours de la même année, Publius Cornelius Scipion remporte une victoire près de la ville de Cissé (Bataille de Cissé), où il capture le général carthaginois Hannon, ce qui fait de lui le maître de presque tout le nord de l'Hispanie des Pyrénées à l'Ebre. Hasdrubal avance à marches forcées jusqu'au nord de l'Hispanie pour relever la cause carthaginoise, mais il arrive trop tard pour accomplir cette tâche et repasse l'Ebre. Publius Cornelius Scipion passe l'hiver à Tarraco (aujourd'hui Tarragone).
Le soulèvement du roi des Massaessyles de Numidie, Syphax, contre Carthage (215 av. J.-C.-212 av. J.-C.), retenant les armées puniques en Afrique, permet aux Romains d'étendre leurs conquêtes au sud de l'Èbre. Mais quand Syphax a fait la paix avec Carthage (212 av. J.-C.), les deux armées romaines, qui ont déjà pénétré en Andalousie, subissent séparément un désastre, où leurs chefs périssent (211 av. J.-C.) devant des troupes supérieures en nombre, commandées par Magon et Hasdrubal (frères d'Hannibal Barca). Publius Cornelius Scipion meurt à la bataille du Bétis et Cnaeus Cornelius Scipio Calvus à la bataille d'Ilorci (près de Carthago Nova) à trois semaines d'intervalle.

## Publius Cornelius Scipion et sagens
Publius Cornelius Scipion est le père de Publius Cornelius Scipio Africanus et de Lucius Cornelius Scipio Asiaticus. Le petit-fils adoptif de Publius Cornelius Scipio Africanus est Scipion Émilien (il est donc l'arrière-petit-fils adoptif du consul de 218 av. J.-C.) Paul-Emile est quant à lui, le grand-père de Scipion Émilien (qui combattit Carthage lors de la troisième guerre punique).